# Amauri
Amauri de Oliveira Carvalho (ur. 3 czerwca 1980 w Carapicuíbie) – włoski piłkarz brazylijskiego pochodzenia występujący na pozycji napastnika. Były reprezentant Włoch.

## Kariera klubowa
Amauri do 18. roku życia traktował piłkę nożną jak zabawę, nie był zrzeszony w żadnym klubie, grał na przypadkowych boiskach w przypadkowych spotkaniach. Amauri ma brazylijski i włoski paszport. Zadebiutował w koszulce Napoli, w wyjazdowym meczu z Bari 14 kwietnia 2001. Kolejne 7 sezonów spędził we włoskich klubach – SSC Napoli, Piacenzy, Messinie i Chievo.
W sezonie 2005/2006 strzelił 11 goli w całym sezonie i wprowadził Chievo Werona do fazy grupowej Ligi Mistrzów. Nie mógł jednak awansować dalej, i po porażce z Lewskim Sofia, Chievo sprzedało go do Palermo za 8,5 mln euro. W sezonie 2006/2007, w Serie A, Amauri strzelił tylko 8 goli, co jednak pomogło Palermo zdobyć komplet punktów w meczach z Fiorentiną i Milanem. W sezonie 2007/2008, w Serie A, Amauri strzelił 15 goli a jego Palermo zajęło miejsce w środku tabeli.
W sezonie 2008/2009 Amauri został zawodnikiem Juventusu, który pozyskał go za kwotę 22,8 mln euro. W 2011 roku był wypożyczony do Parmy. Graczem Juventusu był do roku 2012. Następnie występował we Fiorentinie, Parmie, Torino FC, Fort Lauderdale Strikers oraz New York Cosmos. W 2017 roku zakończył karierę.

## Kariera reprezentacyjna
W kwietniu 2010 roku otrzymał włoskie obywatelstwo. 10 sierpnia 2010 roku zadebiutował w reprezentacji Włoch w przegranym 0-1 meczu towarzyskim z reprezentacją Wybrzeża Kości Słoniowej.